# Phong Dụ
Phong Dụ là một xã thuộc huyện Tiên Yên, tỉnh Quảng Ninh, Việt Nam.
Xã Phong Dụ có diện tích 70.05 km², dân số năm 1999 là 3.573 người, mật độ dân số đạt 51 người/km².